# Lomtjärnen (Norra Finnskoga socken, Värmland, 677003-132592)
Lomtjärnen är en sjö i Torsby kommun i Värmland och ingår i Göta älvs huvudavrinningsområde. Sjön har en area på 0,0578 kvadratkilometer och ligger 310 meter över havet.

## Delavrinningsområde
Lomtjärnen ingår i det delavrinningsområde (676525-132326) som SMHI kallar för Utloppet av Höljessjön. Medelhöjden är 409 meter över havet och ytan är 102,37 kvadratkilometer. Räknas de 148 avrinningsområdena uppströms in blir den ackumulerade arean 5 988,12 kvadratkilometer. Avrinningsområdets utflöde Göta älv (Röa) mynnar i havet. Avrinningsområdet består mestadels av skog (72 procent). Avrinningsområdet har 16,14 kvadratkilometer vattenytor vilket ger det en sjöprocent på 15,7 procent.